# Henri Chassé
Pour les articles homonymes, voir Chassé (homonymie).
Henri Chassé est un acteur québécois né en 1959.

## Biographie
Henri Chassé est né à  Barrie en Ontario le 18 juin 1959, a grandi à Valcartier et à Québec jusqu'à l'âge de huit ans, puis a par la suite habité à Gatineau en Outaouais. Diplômé du Conservatoire d'art dramatique de Montréal en 1980, Henri Chassé passe de la scène à l'écran, du répertoire classique au contemporain. Auteur, comédien, metteur en scène, Henri Chassé a notamment joué au petit écran dans Le Monde de Charlotte, Nouvelle Adresse, Hubert et Fanny et Lâcher prise. Récipiendaire du prix Gémeaux de la meilleure interprétation pour Le Monde de Charlotte en 2002, il a joué au théâtre dans plusieurs productions dont, Les Choristes, Neuf, titre provisoire, L’idiot, et dans les pièces Enfant insignifiant ! et Encore une fois, si vous permettez, de Michel Tremblay.
Il est l’auteur de deux recueils de poèmes aux Écrits des Forges, Secrets Blanchis et Morceaux de tempête, pour lequel il a été finaliste au prix du Gouverneur général en 2008.
On peut le voir dans deux courts métrages de Jennifer Alleyn, La Sieste, et Le Réveil, disponibles sur Youtube.

## Filmographie
- 1980 : Boogie-woogie 47 (série télévisée) : André Valence
- 1987 : Les Fous de Bassan : Bob
- 1995 : Les Machos (série télévisée) : Nicolas Rondeau
- 1995 : Le Sphinx : Charles
- 1998 : Réseaux (série télévisée) : Jacques Messier
- 1999 : La Position de l'escargot : Théo
- 1999 : Post mortem : Lawyer
- 2000 : Chartrand et Simonne (série télévisée) : Gabriel Chartrand
- 2000 : L'Invention de l'amour : The Banker
- 2000 : Le Monde de Charlotte (série télévisée) : Louis Ducharme
- 2001 : Fortier (série télévisée)
- 2004 : Un monde à part (série télévisée) : Louis Ducharme
- 2006 : Les Poupées Russes (série télévisée) : Robert
- 2006 : Congorama : Ministre de l'Énergie
- 2014 : Nouvelle Adresse (série télévisée ) : Gilbert Lagacé
- 2016 - 2017 : District 31 : Martin Banville, adjoint au directeur (11 épisodes)

## Distinctions
2002 : Prix Gémeaux de la meilleure interprétation (premier rôle masculin, téléroman) pour son rôle de Louis Ducharme dans Le Monde de Charlotte.